# 正法
正法（しょうぼう、しょうほう）とは、仏教で、正しい法（教え）のこと。邪法に対する語。白法、浄法、妙法ともいう。
また、それが行なわれるとされる釈迦の入滅(肉体死)後500年又は1000年間の時期のことで、仏法の儀式が変わらず成仏する人がいる時期をいう。
解脱堅固（げだつけんご）といい、仏法によって証りを得て誤りのない時代。
次の五百年は禅定堅固（ぜんじょうけんご）といって、禅定（心を一点に定めて思惟すること）が盛んに行われて証りを得る時代。
この場合、後の時代を像法、さらに後の時代を末法という。正・像・末の三時のひとつである。
なお読み方は「正法護持」のように「しょうぼう」と「ほ」に濁点が付くのが正しいが、最近の新興宗教では濁らずに読む教団がある。例えば真光系諸教団では「真理正法」(しんりせいほう) のように「せいほう」と読み、GLA系諸教団では「正法真理」(しょうほうしんり) のように「しょうほう」と読んでいる。

## 浄土教
正法・像法・末法と分ける「三時説」は北インドもしくは中央アジアで発祥した浄土思想を構成する一要素であった（従って中国でも日本でも初期の頃は浄土教以外の諸宗派は末法思想など相手にしていなかった）。日本では、平安時代後半から鎌倉時代にかけ、末法思想の広がりとともに浄土教が盛んになる。
浄土教における解釈では、末法になると「教えだけが残り、修行をどのように実践しようとも、悟りを得ることは不可能になる時代」とし、阿弥陀如来の願である称名念仏こそ往生の道であるとする。称名念仏・往生の語については、浄土教の諸宗によって教義が異なる。

## 日蓮
日蓮は「正法」を時代区分としての名ではなく、「時機に応じた正当な法」という意味でのとらえ方をした。すなわち『法華経』を釈迦の本懐の正法ととらえ、法華経の題目を唱えるべきとした。釈迦の経典を自筆による御書で引用しつつ、法華経以外の経典から派生した宗教を邪宗とし、末法に於いては、法華経の題目を唱える以外に成仏することはないと体系的な教義を確立した。
日蓮が法華経を正法ととらえ、いかに愛したかは、日蓮自筆による「御書」の至る所によく表れている。中でもとりわけ有名であるのは、「日連がたましいを墨に染めながして書きて候ぞ信じさせたまえ、仏の御意は法華経なり、日蓮がたましいは南無妙法蓮華経にすぎたるはなし」の一文である。